# Super Bowl XXXVI
Match précédent Match suivant
Le Super Bowl XXXVI est l'ultime partie de la saison 2001 de la NFL de football américain (NFL). Le match s'est joué le 3 février 2002 au Louisiana Superdome de La Nouvelle-Orléans en Louisiane.
Elle oppose les Patriots de la Nouvelle-Angleterre aux Rams de Saint-Louis.
Le spectacle de la mi-temps rend notamment hommage aux victimes des attentats du 11 septembre 2001, U2 chantant Where the Streets Have No Name avec en fond le nom des victimes.
Les Patriots remportent le match 20 à 17. Au prix d'une partie très serrée en début de match puis totalement débridée, alors que les défenses des deux équipes craquent à tour de rôle, Adam Vinatieri, par un coup de pied dans les dernières secondes du match, donne la victoire aux Patriots.

## Résumé du match
| Score    | Q1 | Q2 | Q3 | Q4 | Total |
| Rams     | 3  | 0  | 0  | 14 | 17    |
| Patriots | 0  | 14 | 3  | 3  | 20    |

- Premier quart-temps :
  - STL : Field goal de Jeff Wilkins de 50 yards, 3:10 : Rams 3 - Patriots 0
- Deuxième quart-temps :
  - NE : Touchdown de Ty Law, retour d'interception de 47 yards (transformation de Adam Vinatieri), 8:49 : Rams 3 - Patriots 7
  - NE : Touchdown de David Patten sur une passe de Tom Brady de 8 yards (transformation de Adam Vinatieri), 0:31 : Rams 3 - Patriots 14
- Troisième quart-temps :
  - NE : Field goal de Adam Vinatieri de 37 yards, 1:18 : Rams 3 - Patriots 17
- Quatrième quart-temps :
  - STL : Touchdown de Kurt Warner, course de 2 yards (transformation de Jeff Wilkins), 9:31 : Rams 10 - Patriots 17
  - STL : Touchdown de Ricky Proehl sur une passe de Kurt Warner de 26 yards (transformation de Jeff Wilkins), 1:30 : Rams 17 - Patriots 17
  - NE : Field goal de Adam Vinatieri de 48 yards, 0:00 : Rams 17 - Patriots 20

## Titulaires
| Saint-Louis     | Postes  | Nouvelle-Angleterre |
| --------------- | ------- | ------------------- |
| Attaque         |         |                     |
| Torry Holt      | WR      | Troy Brown          |
| Orlando Pace    | LT      | Matt Light          |
| Tom Nütten      | LG      | Mike Compton        |
| Andy McCollum   | C       | Damien Woody        |
| Adam Timmerman  | RG      | Joe Andruzzi        |
| Rod Jones       | RT      | Greg Randall        |
| Ernie Conwell   | TE      | Jermaine Wiggins    |
| Isaac Bruce     | WR      | David Patten        |
| Kurt Warner     | QB      | Tom Brady           |
| Marshall Faulk  | RB      | Antowain Smith      |
| Jeff Robinson   | TE / FB | Marc Edwards        |
| Défense         |         |                     |
| Chidi Ahanotu   | DE      | Bobby Hamilton      |
| Brian Young     | DT      | Brandon Mitchell    |
| Jeff Zgonina    | DT      | Richard Seymour     |
| Grant Wistrom   | DE      | Anthony Pleasant    |
| Don Davis       | LB      | Mike Vrabel         |
| London Fletcher | LB      | Tedy Bruschi        |
| Tommy Polley    | LB      | Roman Phifer        |
| Aeneas Williams | CB      | Ty Law              |
| Dexter McCleon  | CB      | Otis Smith          |
| Adam Archuleta  | SS      | Lawyer Milloy       |
| Kim Herring     | FS      | Tebucky Jones       |